# Ettore Baranzini
Ettore Baranzini (Angera, 22 settembre 1881 – Siracusa, 6 marzo 1968) è stato un arcivescovo cattolico italiano.

## Biografia

### Carriera ecclesiastica
Nacque ad Angera (provincia di Varese) il 22 settembre 1881 e fu ordinato sacerdote il 27 marzo 1904, all'età di 22 anni. Fu rettore del Pontificio seminario lombardo. In seguito, il 29 aprile 1933 venne designato arcivescovo dell'arcidiocesi di Siracusa e fu ordinato il 5 giugno dello stesso anno, dal cardinale Francesco Marchetti Selvaggiani, co-consacranti i cardinali Giuseppe Pizzardo e Carlo Cremonesi. Dal 6 all'8 giugno 1938 curò un sinodo diocesano. Inoltre ebbe modo di esaminare in prima persona il caso del 1953 riguardante la Madonna delle Lacrime di Siracusa insieme al cardinale Ernesto Ruffini.

#### Madonna delle Lacrime: la prudenza dell'arcivescovo Baranzini

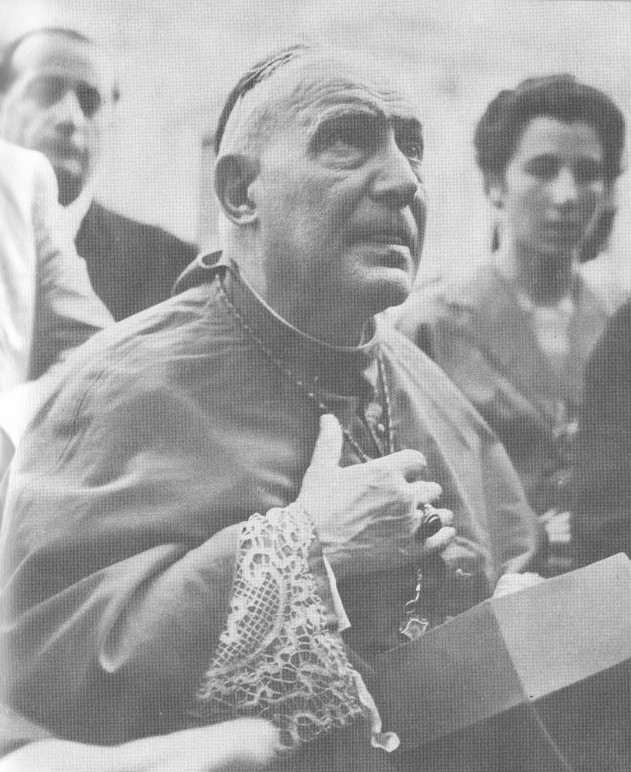
Baranzini mentre venera l'immagine della Madonna delle Lacrime in Via degli Orti.

Ettore Baranzini, arcivescovo di Siracusa, saputa la notizia della presunta lacrimazione della Madonna, fu colto di sorpresa. Informato costantemente dai membri della curia, decise di attendere informazioni più certe sull'evento per evitare fanatismi e strumentalizzazioni per sé e per i sacerdoti dell'arcidiocesi. Egli si recherà nella casa di via degli Orti solo la mattina del 2 settembre, dopo aver ricevuto da parte della commissione medica il responso delle analisi svolte sul liquido sgorgato dal quadretto miracoloso che ruppe ogni indugio. Ebbe dunque modo di vedere e rendersi conto dell'evento, elevando al tempo stesso la sua silenziosa preghiera.
Ricevuta una lettera da parte del cardinale Giuseppe Pizzardo, segretario della Congregazione del Sant'Uffizio, Baranzini rispose tempestivamente con una lettera in cui mette in evidenza la realtà dei fatti, pur ritenendo prematuro un giudizio circa la soprannaturalità dell'evento. Giunto a Roma il 24 novembre 1953, Baranzini fu ricevuto da Pizzardo per conferire sull'evento. A questo incontro seguì una particolare udienza con Pio XII, il quale ascoltò con commozione la relazione del presule siracusano.

### Morte
Morì a Siracusa il 6 marzo 1968. Le sue spoglie si trovano all'interno del Duomo di Siracusa. Il 4 marzo 1971 il suo successore, mons. Giuseppe Bonfiglioli, inaugurò un monumento in bronzo sulla sua tomba, opera dello scultore Biagio Poidimani.

## Opere
Mons. Baranzini fu anche scrittore. La sua attività fu per lo più incentrata nella scrittura di prefazioni, commenti e introduzioni per altri autori. Tra i suoi contributi:
- Prefazione opuscolo di Carlo Bargiggia - San Carlo Borromeo celeste patrono dei seminari, delle confraternite del Santissimo Sacramento e delle Congregazioni della Dottrina Cristiana. Modesto contributo alla sua glorificazione nel IV centenario della sua nascita e alla diffusione del suo culto in Sicilia - Varese, 1937
- Prefazione al libro di Vincenzo Maraschi - Un vescovo milanese-siciliano: monsignor Luigi Bignami arcivescovo di Siracusa[2] - Milano, 1942
- Prefazione di un libro contenuto nella bibliografia nazionale, contenente argomenti di lettere classiche e contenuti religiosi e spirituali - 1961

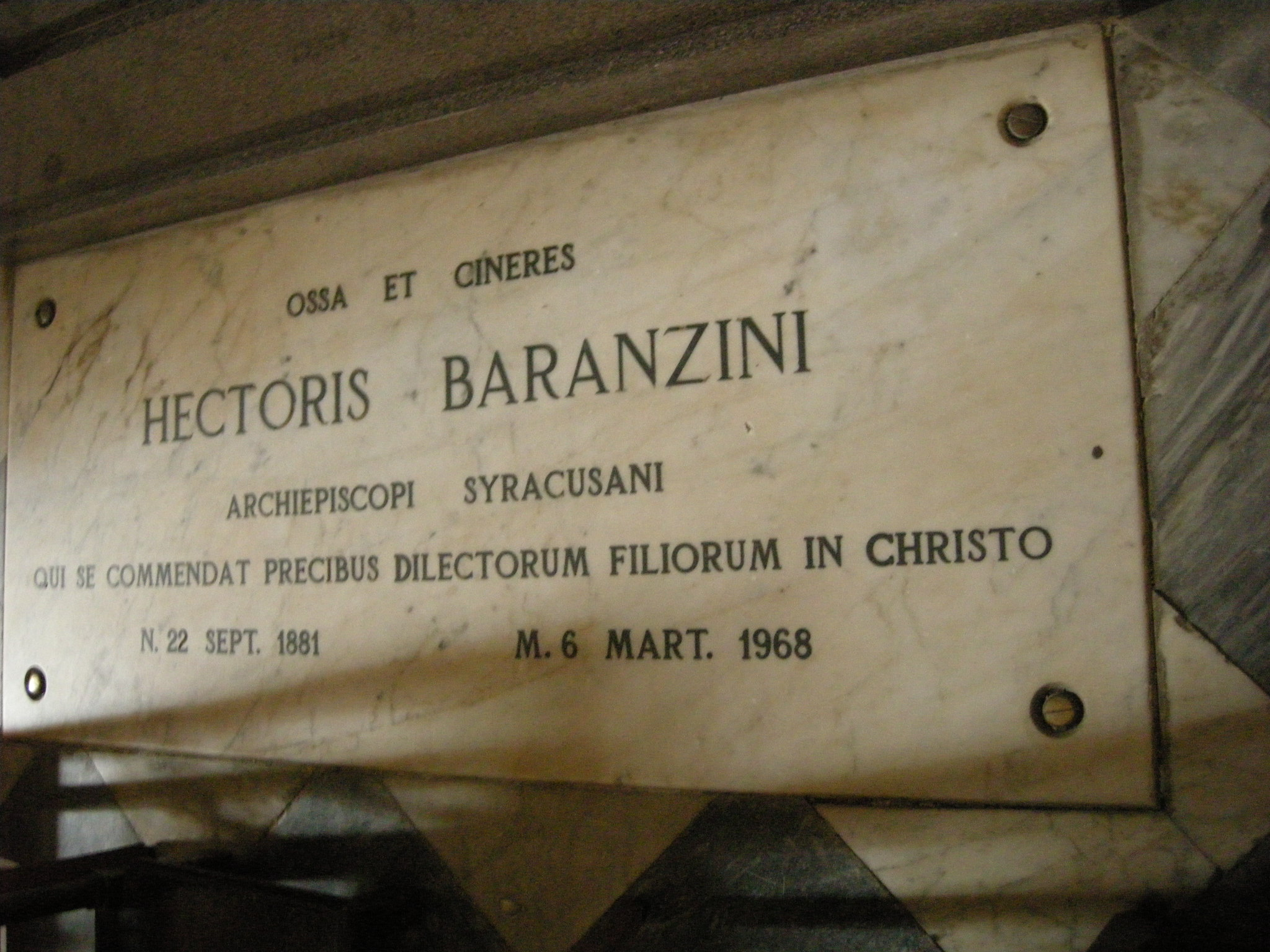
Tomba di Monsignor Ettore Baranzini nella Cattedrale di Siracusa

## Genealogia episcopale e successione apostolica
La genealogia episcopale è:
- Cardinale Scipione Rebiba
- Cardinale Giulio Antonio Santori
- Cardinale Girolamo Bernerio, O.P.
- Arcivescovo Galeazzo Sanvitale
- Cardinale Ludovico Ludovisi
- Cardinale Luigi Caetani
- Cardinale Ulderico Carpegna
- Cardinale Paluzzo Paluzzi Altieri degli Albertoni
- Papa Benedetto XIII
- Papa Benedetto XIV
- Papa Clemente XIII
- Cardinale Marcantonio Colonna
- Cardinale Giacinto Sigismondo Gerdil, B.
- Cardinale Giulio Maria della Somaglia
- Cardinale Carlo Odescalchi, S.I.
- Vescovo Eugène de Mazenod, O.M.I.
- Cardinale Joseph Hippolyte Guibert, O.M.I.
- Cardinale François-Marie-Benjamin Richard
- Cardinale Pietro Gasparri
- Cardinale Francesco Marchetti Selvaggiani
- Arcivescovo Ettore Baranzini

La successione apostolica è:
- Vescovo Francesco Pennisi (1950)
- Vescovo Carmelo Canzonieri (1957)